# Уріх (Міссурі)
Уріх (англ. Urich) — місто (англ. city) в США, в окрузі Генрі штату Міссурі. Населення — 463 особи (2020).

## Географія
Уріх розташований за координатами 38°27′38″ пн. ш. 93°59′56″ зх. д. / 38.46056° пн. ш. 93.99889° зх. д. (38.460417, -93.998985).  За даними Бюро перепису населення США в 2010 році місто мало площу 1,05 км², уся площа — суходіл.

## Демографія
Згідно з переписом 2010 року, у місті мешкало 505 осіб у 216 домогосподарствах у складі 132 родин. Густота населення становила 483 особи/км².  Було 254 помешкання (243/км²).
Расовий склад населення:
| - 96,8 % — білих - 1,2 % — чорних або афроамериканців - 1,0 % — корінних американців |

До двох чи більше рас належало 0,8 %. Частка іспаномовних становила 0,4 % від усіх жителів.
За віковим діапазоном населення розподілялося таким чином: 26,7 % — особи молодші 18 років, 57,5 % — особи у віці 18—64 років, 15,8 % — особи у віці 65 років та старші. Медіана віку мешканця становила 40,2 року. На 100 осіб жіночої статі у місті припадало 95,0 чоловіків;  на 100 жінок у віці від 18 років та старших — 91,7 чоловіків також старших 18 років.
Середній дохід на одне домашнє господарство  становив 45 716 доларів США (медіана — 41 797), а середній дохід на одну сім'ю — 57 960 доларів (медіана — 49 792). За межею бідності перебувало 15,9 % осіб, у тому числі 8,8 % дітей у віці до 18 років та 20,0 % осіб у віці 65 років та старших.
Цивільне працевлаштоване населення становило 209 осіб. Основні галузі зайнятості: роздрібна торгівля — 18,7 %, освіта, охорона здоров'я та соціальна допомога — 18,2 %, виробництво — 14,4 %, транспорт — 13,4 %.